# ستيوارت براند
ستيوارت براند (بالإنجليزية: Stewart Brand)‏ هو كاتب وصحفي أمريكي، ولد في 14 ديسمبر 1938 في روكفورد في الولايات المتحدة.

## وصلات خارجية
- الموقع الرسمي
- ستيوارت براند على موقع IMDb (الإنجليزية)
- ستيوارت براند على موقع الموسوعة البريطانية (الإنجليزية)
- ستيوارت براند على موقع إن إن دي بي (الإنجليزية)
- ستيوارت براند على موقع ديسكوغز (الإنجليزية)
- ستيوارت براند على موقع قاعدة بيانات الفيلم (الإنجليزية)